# Challenge Féminin 2020
Il Challenge Féminin 2020 è la 6ª edizione del campionato di football americano femminile di primo livello, organizzato dalla FFFA.

## Squadre partecipanti
| Club                         | Città              | Stadio | Sponsor ufficiale | Risultato nella stagione 2019 |
| ---------------------------- | ------------------ | ------ | ----------------- | ----------------------------- |
| Alpine Thunders              | Bron               |        |                   |                               |
| ASPT 75 Dragons de Paris     | Parigi             |        |                   |                               |
| Barberá Rookies              | Barberà del Vallès |        |                   |                               |
| Flash de La Courneuve        | La Courneuve       |        |                   |                               |
| Grand Ouest West Coast       | ?                  |        |                   |                               |
| Lions de Bordeaux            | Bordeaux           |        |                   |                               |
| Mariners-Comètes-Black Lions | Montrabé           |        |                   |                               |
| Molosses-Quarks              | Asnières-sur-Seine |        |                   |                               |

## Calendario

### Stagione regolare

#### 1ª giornata
| Montrabé 22 dicembre 2019, ore 10:00 | Mariners-Comètes-Black Lions | 20 – 0 | Alpine Thunders | Stade Bastie |

| Montrabé 22 dicembre 2019, ore 11:00 | Lions de Bordeaux | 0 – 16 | Barberá Rookies | Stade Bastie |

| Montrabé 22 dicembre 2019, ore 12:00 | Alpine Thunders | 0 – 20 | Lions de Bordeaux | Stade Bastie |

| Montrabé 22 dicembre 2019, ore 13:00 | Barberá Rookies | 14 – 0 | Mariners-Comètes-Black Lions | Stade Bastie |

#### 2ª giornata
| Vannes 2 febbraio 2020, ore 11:00 | Lions de Bordeaux | 8 – 0 | Flash de La Courneuve | Stade du Foso |

| Vannes 2 febbraio 2020, ore 12:00 | Mariners-Comètes-Black Lions | 0 – 0 | ASPT 75 Dragons de Paris | Stade du Foso |

| Vannes 2 febbraio 2020, ore 13:00 | Molosses-Quarks | 6 – 6 | Grand Ouest West Coast | Stade du Foso |

| Vannes 2 febbraio 2020, ore 14:00 | Lions de Bordeaux | 6 – 0 | ASPT 75 Dragons de Paris | Stade du Foso |

| Vannes 2 febbraio 2020, ore 15:00 | Flash de La Courneuve | 6 – 14 | Grand Ouest West Coast | Stade du Foso |

| Vannes 2 febbraio 2020, ore 16:00 | Molosses-Quarks | 0 – 14 | Mariners-Comètes-Black Lions | Stade du Foso |

#### 3ª giornata
| Tours 8 marzo 2020, ore 10:00 | Flash de La Courneuve | 16 – 0 | ASPT 75 Dragons de Paris | Stadio La Chambrerie |

| Tours 8 marzo 2020, ore 11:00 | ASPT 75 Dragons de Paris | 24 – 8 | Alpine Thunders | Stadio La Chambrerie |

| Tours 8 marzo 2020, ore 12:00 | Alpine Thunders | 18 – 0 (a tavolino) | Flash de La Courneuve | Stadio La Chambrerie |

| Tours 8 marzo 2020, ore 13:00 | Lions de Bordeaux | 24 – 0 | Molosses-Quarks | Stadio La Chambrerie |

| Tours 8 marzo 2020, ore 14:00 | Grand Ouest West Coast | 12 – 8 | Mariners-Comètes-Black Lions | Stadio La Chambrerie |

| Tours 8 marzo 2020, ore 15:00 | Molosses-Quarks | 6 – 0 | Mariners-Comètes-Black Lions | Stadio La Chambrerie |

| Tours 8 marzo 2020, ore 16:00 | Grand Ouest West Coast | 0 – 12 | Lions de Bordeaux | Stadio La Chambrerie |

### Classifica
La classifica della regular season è la seguente:
- PCT = percentuale di vittorie, G = partite giocate, V = partite vinte,  P = partite perse, PF = punti fatti, PS = punti subiti

| Pos. | Squadra                      | PCT   | G | V | N | P | PF | PS |
| ---- | ---------------------------- | ----- | - | - | - | - | -- | -- |
| 1    | Barberá Rookies              | 1.000 | 2 | 2 | 0 | 0 | 30 | 0  |
| 2    | Lions de Bordeaux            | .833  | 6 | 5 | 0 | 1 | 70 | 16 |
| 3    | Grand Ouest West Coast       | .625  | 4 | 2 | 1 | 1 | 32 | 32 |
| 4    | Mariners-Comètes-Black Lions | .417  | 6 | 2 | 1 | 3 | 42 | 32 |
| 5    | ASPT 75 Dragons de Paris     | .375  | 4 | 1 | 1 | 2 | 24 | 30 |
| 6    | Molosses-Quarks              | .375  | 4 | 1 | 1 | 2 | 12 | 44 |
| 7    | Flash de La Courneuve        | .250  | 4 | 1 | 0 | 3 | 22 | 40 |
| 8    | Alpine Thunders              | .250  | 4 | 1 | 0 | 3 | 26 | 64 |